# Tuchów (gmina)
Tuchów – gmina miejsko-wiejska w województwie małopolskim, w powiecie tarnowskim. W latach 1975–1998 gmina położona była w województwie tarnowskim.
Siedzibą gminy jest miasto Tuchów.
Według danych z 31 grudnia 2019 gminę zamieszkuje 17 916 osób.

## Struktura powierzchni
Według danych z 2002 roku gmina Tuchów ma obszar 100,14 km², w tym:
- użytki rolne: 65%
- użytki leśne: 23%

Gmina stanowi 7,07% powierzchni powiatu.

## Demografia
- Dane  dnia 31.12.2019 roku[3]

| opis                    | ogółem | kobiety | mężczyźni |
| ----------------------- | ------ | ------- | --------- |
| populacja               | 17 916 | 9032    | 8884      |
| Gęstość zaludnienia km² | 179    | 90      | 89        |

- Piramida wieku mieszkańców gminy Tuchów w 2014 roku[2].

## Religia
- Kościół rzymskokatolicki: 9 parafii
- Świadkowie Jehowy: zbór[4]

## Sołectwa
Buchcice, Burzyn, Dąbrówka Tuchowska, Jodłówka Tuchowska, Karwodrza, Lubaszowa, Łowczów, Meszna Opacka, Piotrkowice, Siedliska, Siedliska-Kozłówek, Trzemesna, Zabłędza.

## Sąsiednie gminy
Gromnik, Pleśna, Ryglice, Rzepiennik Strzyżewski, Skrzyszów, Szerzyny, Tarnów